# Luffarkavaljeren
Luffarkavaljeren (franska: Archimède le clochard) är en fransk-italiensk komedifilm från 1959 i regi av Gilles Grangier.

## Rollista i urval
- Jean Gabin - Archimède
- Darry Cowl - Arsène
- Bernard Blier - M. Pichon
- Dora Doll - Mme. Pichon
- Julien Carette - Félix
- Paul Frankeur - M. Grégoire
- Gaby Basset - Mme. Grégoire
- Albert Dinan - källarmästaren
- Noël Roquevert - kapten Brossard
- Jacqueline Maillan - Mme. Marjorie
- Jacques Marin - Mimile